# Шуберт (Небраска)
Шуберт (англ. Shubert) — селище (англ. village) в США, в окрузі Річардсон штату Небраска. Населення — 163 особи (2020).

## Географія
Шуберт розташований за координатами 40°14′9″ пн. ш. 95°41′1″ зх. д. / 40.23583° пн. ш. 95.68361° зх. д. (40.235914, -95.683615).  За даними Бюро перепису населення США в 2010 році селище мало площу 0,54 км², уся площа — суходіл.

## Демографія
Згідно з переписом 2010 року, у селищі мешкало 150 осіб у 73 домогосподарствах у складі 48 родин. Густота населення становила 275 осіб/км².  Було 103 помешкання (189/км²).
Расовий склад населення:
| - 96,7 % — білих |

До двох чи більше рас належало 2,7 %. Частка іспаномовних становила 2,7 % від усіх жителів.
За віковим діапазоном населення розподілялося таким чином: 18,0 % — особи молодші 18 років, 62,7 % — особи у віці 18—64 років, 19,3 % — особи у віці 65 років та старші. Медіана віку мешканця становила 48,3 року. На 100 осіб жіночої статі у селищі припадало 102,7 чоловіків;  на 100 жінок у віці від 18 років та старших — 105,0 чоловіків також старших 18 років.
Середній дохід на одне домашнє господарство  становив 49 147 доларів США (медіана — 40 893), а середній дохід на одну сім'ю — 58 420 доларів (медіана — 55 000). За межею бідності перебувало 15,6 % осіб, у тому числі 16,7 % дітей у віці до 18 років та 2,7 % осіб у віці 65 років та старших.
Цивільне працевлаштоване населення становило 81 осіб. Основні галузі зайнятості: транспорт — 18,5 %, виробництво — 14,8 %, освіта, охорона здоров'я та соціальна допомога — 13,6 %, сільське господарство, лісництво, риболовля — 13,6 %.